# Сагалассос
Сагалассос (греч. Σαγαλασσός) — античный город и важный археологический объект в юго-западной Анатолии (современная Турция), развалины его расположены на расстоянии около 100 км к северу от города Анталья, недалеко от современного турецкого города Агласун (искаженное название Сагалассоса). Был одним из нескольких городов исторической области Писидия. Основан на западном склоне хребта Тавр. 

## История
В 333 году до н. э. город завоевал Александр Македонский. В 25 году до н. э. город стал столицей римской провинции Галатия. Остатки античных памятников города имеют ярко выраженный римский характер, в городе сформировался культ императора Адриана (117—138 гг.), здесь поселилось и большое количество римских ветеранов, что было довольно необычно для эллинизированной Анатолии. Сохранились остатки 5-метровой статуи императора Адриана.
Остатки археологического объекта расположены на высотах от 1400 до 1600 метров выше уровня моря. В начале VI века здесь произошло сильное землетрясение. Затем ещё одно, в середине VII века. В результате начались перебои с водой и эпидемии. С общим упадком городской античной культуры его жители начали понемногу оставлять город и переселялись в долину. Тем не менее, в византийскую эпоху жизнь греко-христианской общины в городе теплилась до начала XIII века, когда началась финальная стадия турецкого завоевания. Судя по разрушенной византийской крепости, отношения между христианскими жителями города и прибывающими турками были враждебными. По этой причине турки начали селиться не в самом городе, а в отдельном посёлке на его окраине. Как показали раскопки Сагалассоса, процесс мусульманизации и тюркизации города не был мирным, и греко-христианское население оказывало ему активное сопротивление вплоть до начала XIV века.